# プライド 小魚児与花無缺
『プライド 小魚児与花無缺』（原題：小魚兒與花無缺、拼音: Xiǎo yú ér yŭ huā wú quē）は、古龍の武俠小説『絶代双驕』を原作とし、2004年に台湾の八大電視が制作・放映したテレビドラマ。

## 概要
何度もドラマ化されている古龍原作の「絶代双驕」を香港のヒットメーカー・ウォン・ジン（王晶）が巨額の制作費をかけてドラマ化した作品。
若手俳優の謝霆峰（ニコラス・ツェー）と中堅俳優の張衛健（ディッキー・チョン）が主役を務めたほか、范冰冰（ファン・ビンビン）、鄭希怡（ユミコ・チェン）など若手人気俳優が出演しており、人気プロデューサーの張紀中（ジャン・ジージョン）と人気司会者の劉儀偉（リウ・イーウェイ）が親子役でゲスト出演している。孔子の子孫である孔琳が初の悪役・邀月宮主を演じるなど俳優陣が豪華である。
香港のATVが放映権を購入し、2004年に放映された。また、CCTVも放映権を購入し、CCTV-8（ドラマ専用チャンネル）にて放映。定期的に再放送されている。台湾GTV版と香港ATV・大陸CCTV版では話数（台湾版は全25話、香港・大陸版は全45話）と主題歌（台湾版は張鎬哲と范瑋琪が歌い、香港・大陸版は歌無しの音楽のみと主役である謝霆峰が歌っている）が違う。

## キャスト
- 花無缺 - 謝霆鋒（ニコラス・ツェー）
- 小魚児 - 張衛健（ディッキー・チョン）
- 鉄心蘭 - 范冰冰（ファン・ビンビン）
- 小仙女（慕容仙） - 柏雪（バイ・シュエ）
- 悪通天 - 徐錦江（中国語版）（シュー・ジンジャン）
- 蘇櫻 - 袁泉（中国語版）（ユアン・チュアン）
- 江別鶴 - 王伯昭（ワン・バイジャオ）
- 江玉鳳 - 鄭希怡（ユミコ・チェン）
- 江玉燕 - 楊雪（ヤン・シュエ）
- 花月奴 - 孫菲菲（中国語版）（スン・フェイフェイ）

## スタッフ
- 原作：古龍『絶代双驕』
- 監督：ウォン・ジン（王晶）[注釈 1]
- プロデューサー：王明（ワン・ミン）
- 脚本：王晶、呉仁（ウー・レン）
- 撮影：孫俊超（スン・ジュンチャオ）
- 美術：文耀（ウェン・ヤオ）

## 日本語版ソフト
2005年にDVDが株式会社ブロードウェイより発売